# Seffner
Seffner és una concentració de població designada pel cens dels Estats Units a l'estat de Florida. Segons el cens del 2000 tenia 5.467 habitants.

## Demografia
Segons el cens del 2000, Seffner tenia 5.467 habitants, 2.075 habitatges, i 1.520 famílies. La densitat de població era de 583,1 habitants/km².
Dels 2.075 habitatges en un 34,9% hi vivien nens de menys de 18 anys, en un 56,1% hi vivien parelles casades, en un 11,7% dones solteres, i en un 26,7% no eren unitats familiars. En el 21,5% dels habitatges hi vivien persones soles el 8,9% de les quals corresponia a persones de 65 anys o més que vivien soles. El nombre mitjà de persones vivint en cada habitatge era de 2,63 i el nombre mitjà de persones que vivien en cada família era de 3,04.
Per edats la població es repartia de la següent manera: un 26,4% tenia menys de 18 anys, un 7,7% entre 18 i 24, un 29,9% entre 25 i 44, un 24,4% de 45 a 60 i un 11,6% 65 anys o més.
L'edat mediana era de 37 anys. Per cada 100 dones de 18 o més anys hi havia 90 homes.
La renda mediana per habitatge era de 42.614 $ i la renda mediana per família de 49.152 $. Els homes tenien una renda mediana de 32.266 $ mentre que les dones 26.328 $. La renda per capita de la població era de 19.888 $. Entorn del 3,2% de les famílies i el 4,6% de la població estaven per davall del llindar de pobresa.

## Poblacions més properes
El següent diagrama mostra les poblacions més properes.